# Gråkort

Ett 18% Gråkort.

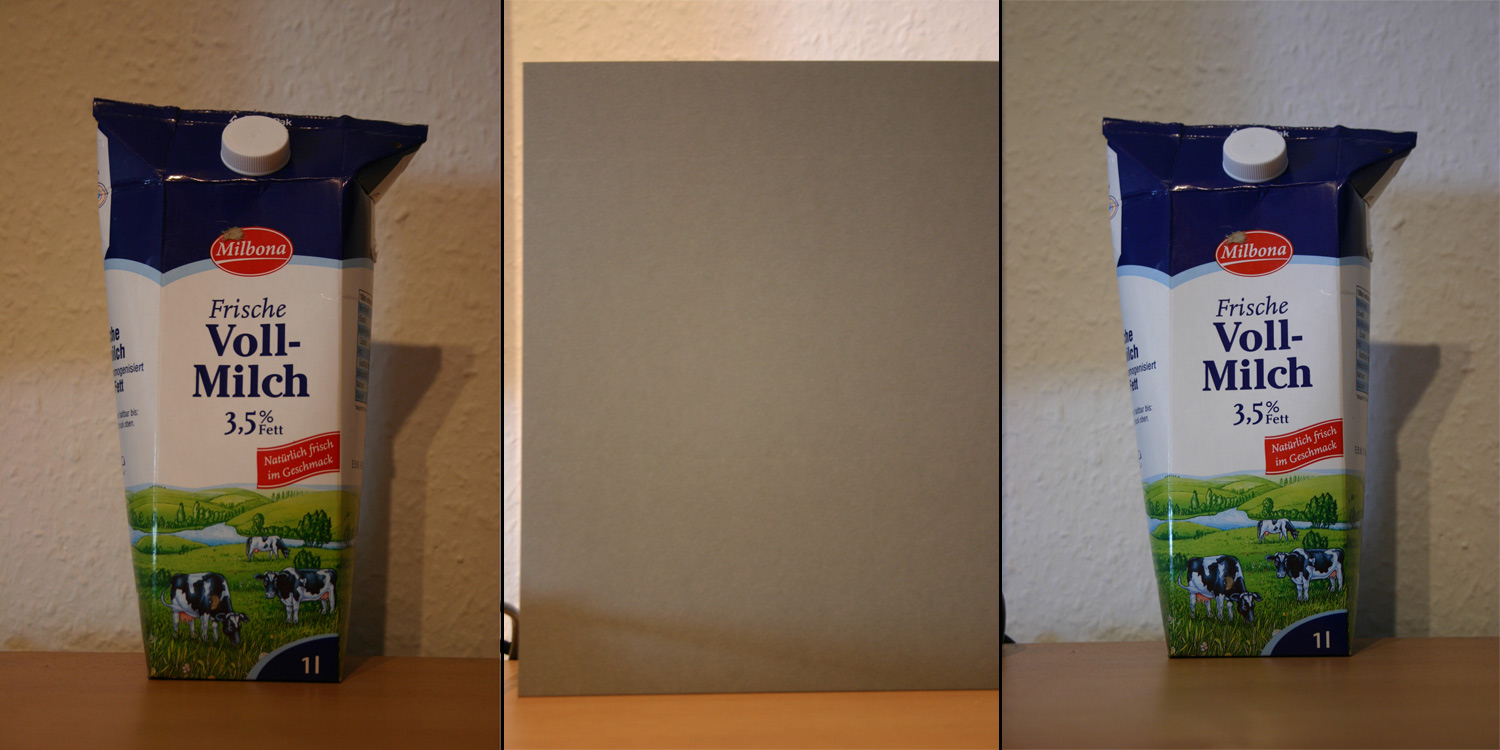
Före och efter justering av exponeringen med gråkort.

Ett gråkort är en mellangrå referens, som används tillsammans med en exponeringsmätare för att erhålla rätt exponering på gråsskalan och färgen vid filminspelning eller stillbilds fotografering.
Gråkortet är som regel en plast eller pappskiva med en neutral grå färg som härrör från ett platt reflektionsspektrum.  Ett typiskt exempel är ett Kodak R-27 gråkort. Kortet har två sidor, ena sidan har 18% reflektion över det synliga spektrumet, och andra sidan har 90% reflektion. Gråkort används olika av olika fotografer och ljussättare, men med samma mål, att erhålla önskad exponering på det som fotograferas. 
Vad som är "rätt exponering" beträffande färgintensitet, skugga och högdager, är i praktiken subjektivt, och kan variera stort mellan olika fotografer.

## Galleri

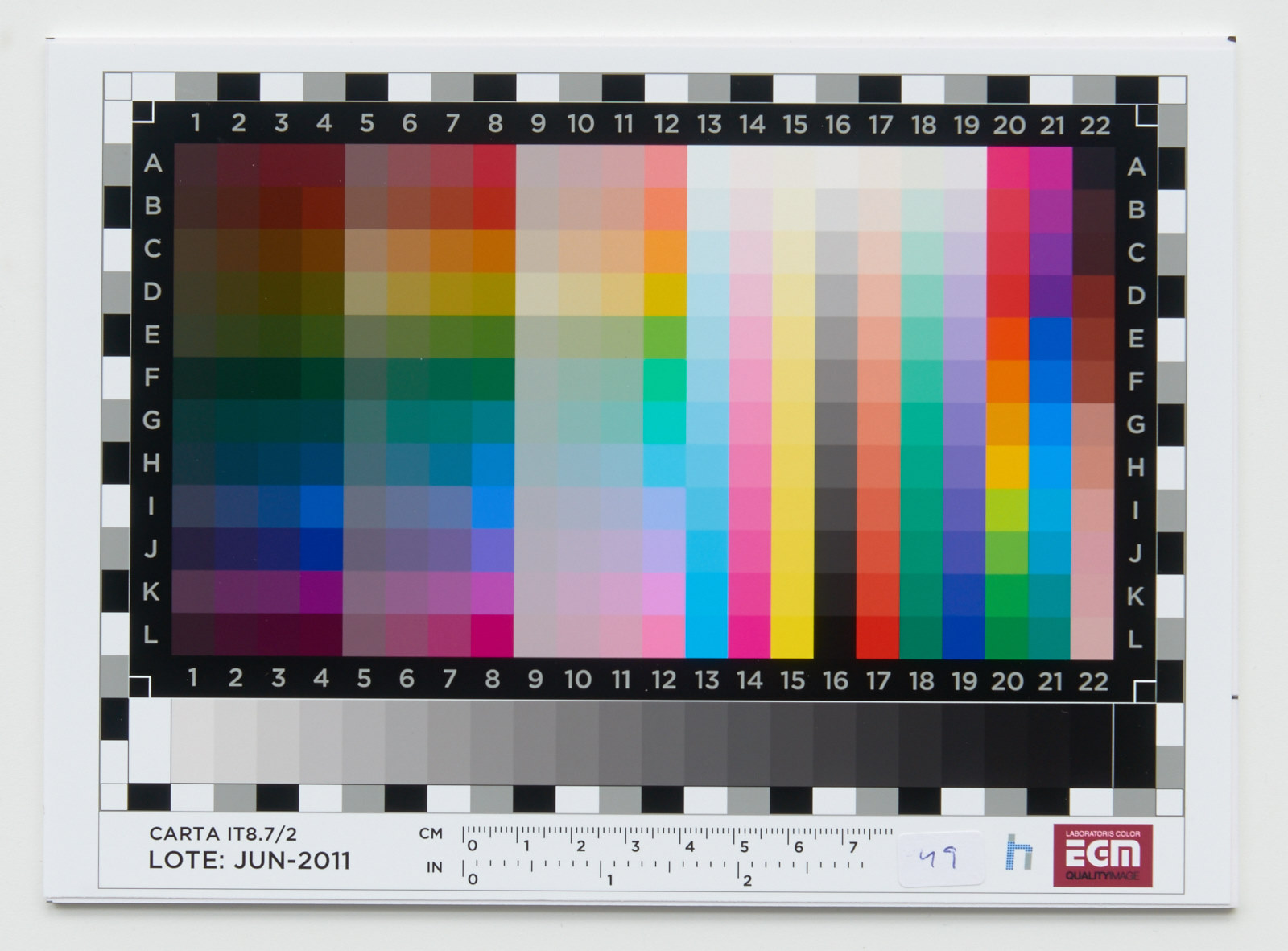
En typisk färgkarta med gråkil längst ner.
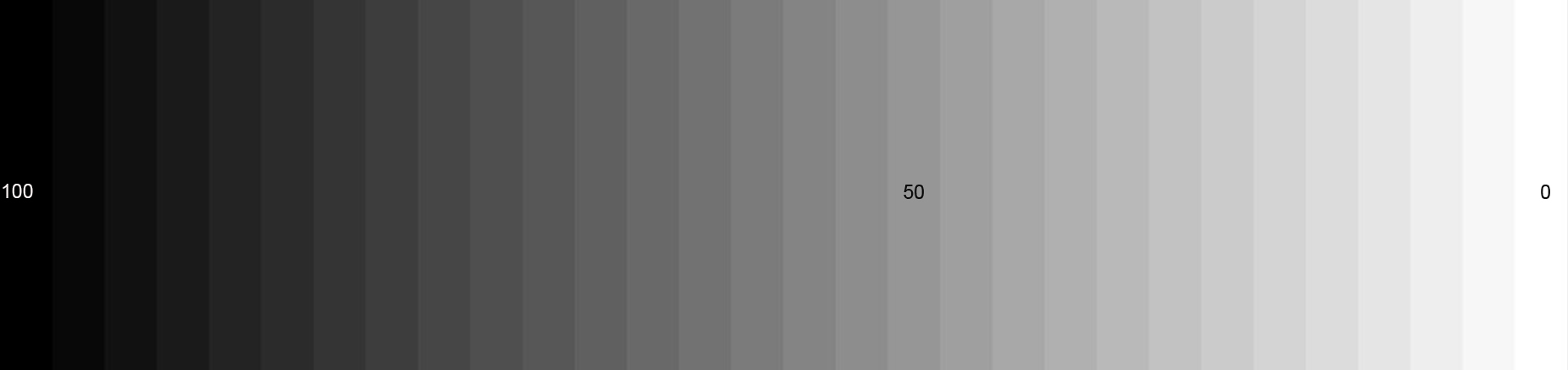
En gråkil från 100 - 0 i 30 steg.